# 源彪
源 彪（げん ひょう、521年 - 586年）は、北魏から隋にかけての政治家。字は文宗。本貫は西平郡楽都県。

## 経歴
源子恭の子として生まれた。北魏の永安年間、父の功績により臨潁県伯の爵位を受け、員外散騎常侍に任ぜられた。537年、涼州大中正となった。父が死去すると、喪に服すため職を去った。543年、服喪の期間が終わると、吏部に召されて司徒記室を兼ね、平東将軍の位を加えられた。高澄に抜擢されて、尚書祠部郎中となり、記室を兼ねた。太子洗馬に転じた。550年、北斉が建国されると、太子中舎人に任ぜられた。559年、范陽郡太守として出向した。
561年、涇州刺史に任じられた。辺境の安定につとめ、前任者に捕らえられた者の多くを釈放した。565年、入朝して吏部郎中となり、御史中丞に転じた。まもなく散騎常侍の位を受け、吏部に入り、驃騎大将軍の位を加えられた。秦州刺史の宋嵩が死去すると、源彪が涇州刺史のときの実績を買われて、秦州刺史に任じられた。李孝貞が南朝陳に対する使者に立ったとき、陳主は「斉朝が源涇州を瓜歩に派遣したなら、ただちに和を通じることができよう」と言った。まもなく源彪は儀同三司の位を加えられた。571年、召還されて国子祭酒を兼ねた。572年、秘書監に転じた。
陳の呉明徹が淮南を攻撃し、歴陽や瓜歩が相次いで陥落した。趙彦深がひそかに宮中の源彪のもとを訪れて、「呉賊の勢力が拡大し、このような事態になってしまいました。あなたは涇州にいたころから、長江と淮水の間の事情に通じていると思われますが、今はどうやって防げばよいでしょうか」と訊ねた。源彪は「国の厚恩を受けて、報いるよしなく、見聞するところがあっても、あえて言を尽くしてまいりませんでした。朝廷の精兵の多くは諸将の下につきたがらず、数千をすでに下回るとあっては、また呉楚と戦うことはできません。出陣を命じても、かえって敵の餌となってしまいます。尉破胡の性格はあなたもご存じでしょう。進むこともできず、また退くこともできずに敗れる始末です。あなたは自由に宮中に出入りでき、朝野に影響力がありますが、一日の差によって悔いても及ばないことになります。今日の計は再三は通用しません。国家が淮南を失うのはよもぎの矢に同じです。わたくしの考えでは、王琳に任せて淮南で3、4万人を招募すれば、風俗があい通じていますから、死力を尽くさせることができます。さらに旧将に淮北で兵を集めさせれば、固守するには足りましょう。かつ王琳に陳頊へ行かせ、ひそかに計画を伝えさせます。もし王琳を信じず、別に余人を派遣して掣肘させるようでは、禍のくるのを早めるだけで、どうしようもありません」と答えた。趙彦深は「あなたは良い考えをお持ちで、千里の先の勝利を制するに足りましょうが、口舌で十日先のことを争うのみでは、従わせられません。ときに事ここにいたっては、どうして言葉を尽くすべきでしょう」と嘆き、ふたりは涙を流した。
576年、北周の武帝が北斉を平定すると、源彪は陽休之や袁聿修ら18人とともに長安に入り、儀同大将軍・司成下大夫の位を受けた。581年、隋が建国されると、源彪は莒州刺史に任じられた。莒州に赴任したが、病のために官を去った。586年、死去した。享年は66。
子に源師があった。

## 伝記資料
- 『北斉書』巻43 列伝第35
- 『北史』巻28 列伝第16